# Malthusianismo

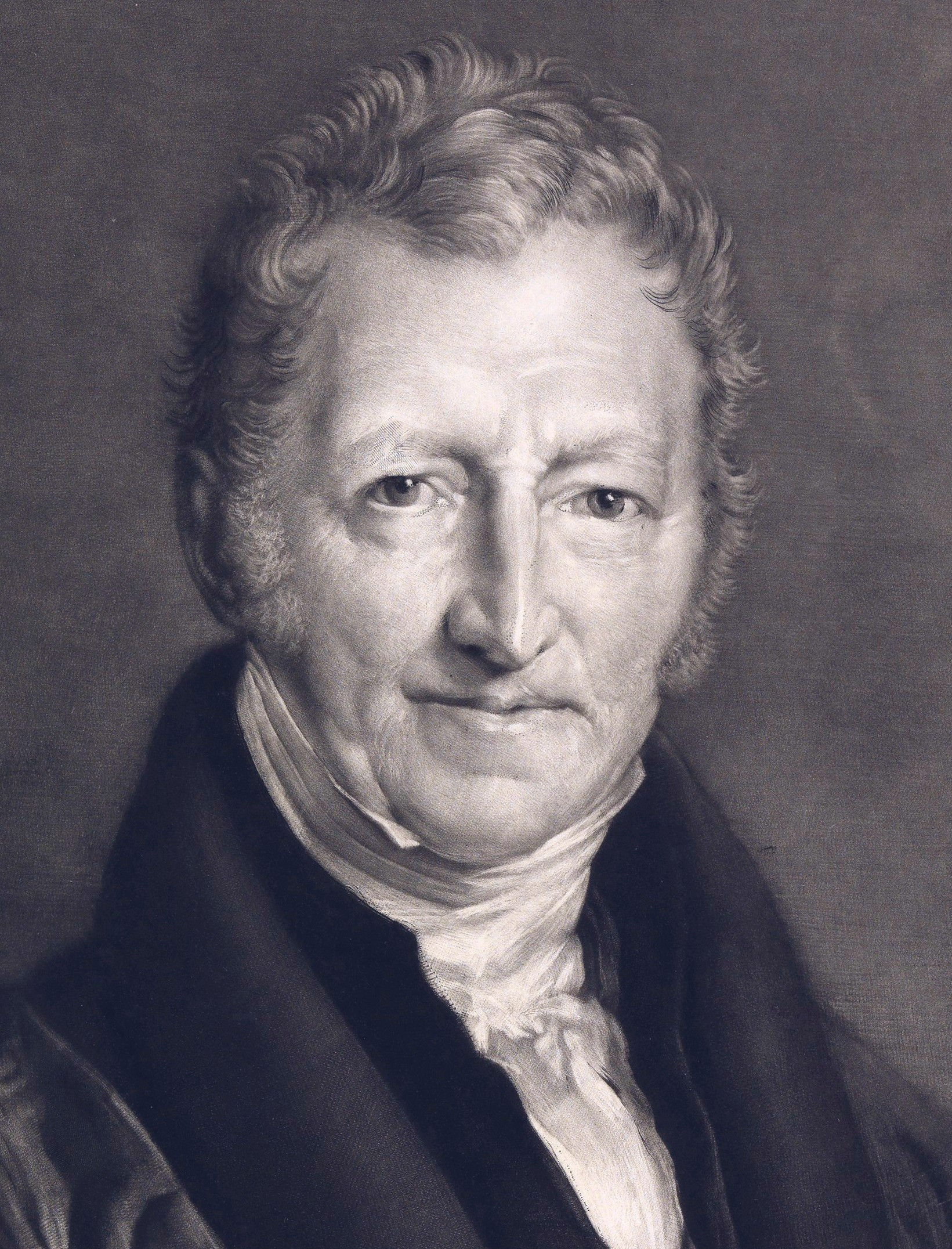
Thomas Robert Malthus, desarrollador de la teoría.

El malthusianismo o maltusianismo es una teoría e ideología demográfica, económica y sociopolítica, desarrollada por el economista británico Thomas Robert Malthus (1766-1834) durante la revolución industrial, según la cual el ritmo de crecimiento de la población responde a una progresión geométrica, mientras que el ritmo de aumento de los recursos para su supervivencia lo hace en progresión aritmética. Por esta razón, de no intervenir obstáculos represivos (hambre, guerras, pestes, etc.), el nacimiento de nuevos seres aumentaría la pauperización gradual de la especie humana e incluso podría provocar su extinción, lo que se ha denominado catástrofe malthusiana.

## Ensayo sobre el principio de la población
Malthus, en su libro de 1798 Ensayo sobre el principio de la población (An Essay on the Principle of Population), predijo que la sobrepoblación provocaría la extinción de la raza humana para el año 1880.

### Influencias y críticas
Si el ritmo de crecimiento de la población responde a una progresión geométrica, mientras que el ritmo de aumento de los recursos para su supervivencia lo hace en progresión aritmética se podía inferir que la caridad y ayuda a los pobres (propia del Conservadurismo One-nation) eran inútiles (posibilitan argumentar contra aquello que aumentase el ritmo de crecimiento de la población), ya que solo resultarían en un crecimiento del número de pobres. Esta idea fue aprovechada por los Whigs para desarrollar sus ideas económicas, ejemplificadas por la Ley de Pobres de 1834, que fue descrita por sus oponentes como 

...una ley malthusiana diseñada para forzar a los pobres a emigrar, a trabajar por salarios más bajos, a vivir con una cantidad reducida de alimentos.

Las ideas de Malthus influyeron en la construcción de la teoría de la evolución de Charles Darwin, a través de la novelista Harriet Martineau.
Para el Dr. Dan Ritschel (Centro de Historia de la Educación en la Universidad de Maryland) el malthusianismo, aunque se ha identificado con la superpoblación en sus inicios, respondía a una teoría de crecimiento de la población pobre y dependiente que podría llevar —por las necesarias ayudas del Estado con el consiguiente aumento de gastos— a una bancarrota nacional. 
Karl Marx, en una nota de El Capital, expone una de las primeras críticas de la teoría malthusiana, ya que considera su teoría demográfica como un plagio superficial de autores tan distintos como Daniel Defoe, Benjamin Franklin, Alfred Russel Wallace y otros, postulando que el progreso en la ciencia y la tecnología permiten el crecimiento exponencial de la población por tiempo indefinido. En 1863, citó a Darwin nuevamente en Teorías sobre la plusvalía diciendo: «En su espléndido trabajo, Darwin no se dio cuenta de que, al descubrir la “progresión geométrica” en el reino animal y vegetal, derrocó la teoría de Malthus».
La teoría de Malthus es un tema recurrente en las ciencias sociales. Por ejemplo, John Maynard Keynes, en su libro Las consecuencias económicas de la paz, abre la polémica con una imagen malthusiana sobre la economía política de Europa como inestable a causa de la presión demográfica malthusiana sobre los suministros de alimentos.

## Neomalthusianismo 1850-1914
Se consideran neomaltusíanas aquellas posiciones que siguen considerando el crecimiento de la población desproporcionado en relación con la producción de alimentos (Ley de Malthus) proponiendo la procreación consciente, promaternidad responsable o limitación de la natalidad —mediante el uso de métodos anticonceptivos— como solución dirigida a las clases bajas o pobres (proletariado).
Aunque el neomalthusianismo remite a la corriente ideológica aparecida a mediados del siglo XIX en Estados Unidos e Inglaterra, difundida en Francia, España, Portugal y otros países latinoamericanos, asociada en la mayoría de los casos al  anarquismo, puede entenderse, en un sentido muy amplio, como posiciones neomalthusianas aquellas que manifiestan la desproporción de la población en relación con la capacidad del planeta para producir recursos y en general aquellas que proponen, a partir de mediados del siglo XX, contener la población mundial.

### Grupo de Chicago: los precursores del neomalthusianismo
El grupo de Chicago se considera precursor del neomalthusianismo. Estuvo asociado a la Federación Universal de la Liga de la Regeneración Humana y tenía como revista de difusión The Lucifer. Fueron miembros del grupo Moses Harman y su hija Lillian Harman, Ezra Heywood, el médico Foote y su hijo E.C. Walker y la gran activista Ida Craddock. Posteriormente, Margaret Sanger y Emma Goldman, a través de conferencias y el periódico anarquista Mother Earth cuando consigan el derecho a la maternidad libre.

### 1896 - Liga de la Regeneración Humana de Francia
Paul Robin funda en 1896 la Liga de la Regeneración Humana de Francia, cuya presidencia de honor ostentó el inglés George Dryslale, autor de Elementos de Ciencia Social, libro de 1854 que será referencia para el neomalthusianismo francés y español.
El anarquista francés Paul Robin definirá el neomalthusianismo como medio de combatir la pobreza mediante la limitación de los nacimientos hasta que existan las condiciones idóneas que garanticen para los futuros hijos de los obreros una buena educación, una buena organización social y un buen nacimiento.

### 1900 - Federación Universal de la Liga de la Regeneración Humana
En 1900 se funda, clandestinamente en París, la Federación Universal de la Liga de la Regeneración Humana, 'liga neomalthusiana promaternidad consciente y libre', en el domicilio parisino del anarquista catalán Francisco Ferrer Guardia, con la asistencia de Paul Robin, Charles Dryslale (hermano de George Dryslale, autor de Elementos de Ciencia Social, obra de 1854), la anarquista lituana Emma Goldman y el médico holandés Rutgers.

### 1904 - Sección española de la Federación Universal
En 1904 se funda en Barcelona la Sección española de la Federación Universal de la Liga de la Regeneración Humana con la presencia de Luis Bulffi de Quintana y la feminista Nelly Roussel (1878-1922), entre otros.

#### 1906 - Huelga de vientres - Luis Bulffi de Quintana
El médico anarquista español Luis Bulffi de Quintana editó, a partir de 1904 la revista neomalthusiana Salud y Fuerza, que llevaba como lema Procreación consciente y limitada. Revista mensual ilustrada de la Liga de Regeneración Humana y en 1906 publicó su ensayo más conocido, Huelga de vientres, que llegó a alcanzar la sexta edición en 1909. Fue detenido y encarcelado por propaganda neomalthusiana.

## Neomalthusianismo en elsigloXX- Superpoblación y límites del crecimiento
Parte de la teoría de Malthus —el crecimiento desorbitado de la población en relación con los recursos— sigue siendo el núcleo de distintas propuestas y conceptos que se realizan a partir de mediados del siglo XX. 

### 1968 - La explosión demográfica - Paul R. Ehrlich
El libro de Paul R. Ehrlich La explosión demográfica (Population Bomb) (1968), de corte malthusiano, ha jugado un papel importante en el movimiento ecologista de los años 1960 y 1970 y ayudó a proporcionar una justificación para la investigación y desarrollo de métodos anticonceptivos. Paul R. Ehrlich es miembro de la organización Optimum Population Trust que promueve el control de la población. 

### 1972 - Los límites del crecimiento - Club de Roma
Muchos modelos de crecimiento y agotamiento de los recursos tienen una inspiración malthusiana:  la tasa de consumo de energía superará la capacidad de encontrar y producir nuevas fuentes de energía, por lo que se producirá una crisis que podría unirse a una crisis por el suministro de alimento si la población sigue creciendo. En este sentido se incluye el informe encargado por el Club de Roma Los límites del crecimiento y organizaciones como Optimum Population Trust.

### 1995 - Capacidad de carga - Joel E. Cohen
También pueden considerarse neomaltusianos el profesor Joel E. Cohen, de la Universidad Rockefeller, creador de la expresión capacidad de carga (referida al tamaño máximo de población que el ambiente puede soportar) y Samuel P. Huntington, en relación con el crecimiento de la población islámica como causa de conflictos (curiosamente, reconocidos sufíes islámicos como el profesor Idries Shah  y, más recientememte, el psiquiatra Claudio Naranjo se cuentan como destacados miembros del Club de Roma).